# Mesembryna fasciata
Mesembryna fasciata är en insektsart som beskrevs av De Lotto 1979. Mesembryna fasciata ingår i släktet Mesembryna och familjen skålsköldlöss. Inga underarter finns listade i Catalogue of Life.